# Kaleb McGary
Kaleb McGary (Fife, 22 febbraio 1995) è un giocatore di football americano statunitense che milita nel ruolo di offensive tackle per gli Atlanta Falcons della National Football League (NFL).

## Carriera universitaria
McGary al college giocò a football con i Washington Huskies dal 2015 al 2018, venendo inserito per due volte nella formazione ideale della Pac-12 Conference.

## Carriera professionistica
McGary fu scelto nel corso del primo giro (31º assoluto) del Draft NFL 2019 dagli Atlanta Falcons. Debuttò come professionista partendo come titolare nella gara del primo turno contro i Minnesota Vikings. La sua stagione da rookie si chiuse disputando tutte le 16 partite come titolare.